# Wspólnota administracyjna Lalling
Wspólnota administracyjna Lalling – wspólnota administracyjna (niem. Verwaltungsgemeinschaft) w Niemczech, w kraju związkowym Bawaria, w rejencji Dolna Bawaria, w regionie Donau-Wald, w powiecie Deggendorf. Siedziba wspólnoty znajduje się w miejscowości Lalling.
Wspólnota administracyjna zrzesza cztery gminy wiejskie:
- Grattersdorf, 1338 mieszkańców, 25,97 km²
- Hunding, 1186 mieszkańców, 14,67 km²
- Lalling, 1566 mieszkańców, 27,96 km²
- Schaufling, 1525 mieszkańców, 25,40 km²